# Quinto Albicocco
Pour les articles homonymes, voir Albicocco.
Quinto Albicocco est un directeur de la photographie franco-italien, né le 24 mai 1913 à Perinaldo (Italie), mort le 31 janvier 1995 à Mougins.

## Biographie
Quinto Albicocco, dont la passion pour la photographie remonte aux années 1930, débute dans le court métrage et le documentaire, notamment avec Georges Franju et Agnès Varda. Son travail est caractérisé par une lumière tamisée et de nombreuses emphases et effets de style, comme des miroirs où l'on se reflète à l'infini. Il s'emploie à rechercher et à mettre au point des effets spéciaux applicables à la caméra.
Il fut directeur de la photographie pour la série télévisée franco-allemande Les Aventures de Robinson Crusoë. 
Il est le père du réalisateur Jean-Gabriel Albicocco, pour lequel il a signé la photographie de tous les films.

## Filmographie partielle
Courts métrages
- 1955 : À propos d'une rivière de Georges Franju
- 1958 : Du côté de la côte d'Agnès Varda
- 1958 : Ô saisons, ô châteaux d'Agnès Varda
- 1961 : Madame se meurt de Jean Cayrol et Claude Durand
- 1961 : 21 rue Blanche à Paris de Quinto Albicocco et Claude-Yvon Leduc
- 1967 : Je t'écris de Paris (réalisateur, scénariste, directeur de la photo)

Longs métrages
- 1959 : Sursis pour un vivant de Víctor Merenda
- 1960 : Amour, autocar et boîtes de nuit de Walter Kapps
- 1961 : La Fille aux yeux d'or de Jean-Gabriel Albicocco
- 1963 : Le Rat d'Amérique de Jean-Gabriel Albicocco
- 1966 : Le Grand Meaulnes de Jean-Gabriel Albicocco
- 1969 : Le Cœur fou de Jean-Gabriel Albicocco
- 1971 : Le Petit Matin de Jean-Gabriel Albicocco
- 1985 : Ne prends pas les poulets pour des pigeons de Jean Rollin